# مشروع روابط الحرب
مشروع روابط الحرب هو دراسة أكاديمية لتاريخ الحرب. بدأ في عام 1963 في جامعة ميشيغان من قبل عالم السياسة جاي ديفيد سينغر. نظرًا لاهتمامه بجمع البيانات حول تاريخ الحروب والصراعات بين الدول، فقد دفع المشروع البحث الكمي إلى الأمام في أسباب الحرب. يسعى المشروع إلى تسهيل جمع ونشر واستخدام البيانات الكمية الدقيقة والموثوقة في العلاقات الدولية. تشمل المبادئ الرئيسية للمشروع الالتزام بالمبادئ العلمية القياسية للتكرار، وموثوقية البيانات، والتوثيق، والمراجعة، وشفافية إجراءات جمع البيانات.
جمع المشروع بيانات عن العديد من سمات السياسة الدولية والقدرات الوطنية بمرور الوقت. تبدأ البيانات المتاحة التي تم جمعها بواسطة المشروع في عام 1816. تشمل قواعد البيانات الأكثر استخدامًا التي طورها المشروع تحديد الدول المستقلة منذ عام 1816، وقائمة بالحروب بين الدول والحروب الأهلية منذ عام 1816، وقائمة «النزاعات المسلحة» (الأزمات العسكرية التي تنتهي دون حرب)، والقدرات الوطنية التي يتم قياسها سنويًا لجميع البلدان منذ عام 1816 (بما في ذلك حجم جيوش الدول، واستهلاكها للطاقة كمؤشر للتصنيع، وحجم السكان، والسكان الحضريين، وإنتاج المواد الخام من الحديد والصلب). تتضمن قواعد البيانات الأخرى تحديدًا لجميع التحالفات منذ عام 1816، والعلاقات الإقليمية والتغيرات بمرور الوقت، والعضوية في المنظمات الحكومية الدولية. جميع قواعد بيانات المشروع متاحة مجانًا للاستخدام العام والأكاديمي مع الاستشهاد المناسب.
بالإضافة إلى إنشاء مجموعات البيانات العديدة هذه وإنشاء مؤشرات كمية للمتغيرات الرئيسية التي قد تتحول إلى ارتباط بالحرب، فقد أكمل المشروع ونشر مجموعة متنوعة من التحليلات الإحصائية والفرضيات. تم استخدام البيانات أيضًا على نطاق واسع من قبل الباحثين الذين يفحصون هذه العلاقات ويسعون إلى شرح متى تخوض البلدان الحرب أو تتجنبها، وعندما تتاجر، ومتى تشكل تحالفات (وتأثير هذه التحالفات)، وما إلى ذلك.
المدير الحالي هو زئيف ماعوز، أستاذ العلوم السياسية بجامعة كاليفورنيا، ديفيس.

## فئات الحروب
يوفر موقع المشروع مجموعات بيانات منفصلة (بتنسيقات مختلفة) لأربع فئات مختلفة من الحروب:
- الحروب غير الحكومية: بين الكيانات غير الحكومية أو فيما بينها.
- الحروب بين الدول: تحدث في الغالب داخل أراضي دولة معترف بها.
- الحروب بين الدول: تحدث بين الدول المعترف بها أو فيما بينها.
- الحروب خارج الدولة: بين دولة أو أكثر وكيان غير حكومي خارج حدود الدولة.

تتضمن بيانات المشروع متغير «نوع الحرب» بافتراض القيم الصحيحة 1-9. تحتوي جميع الحروب بين الدول على نوع الحرب 1. حروب خارج الدولة هي إما «استعمارية» (نوع الحرب 2) للحفاظ على السيطرة على مستعمرة معينة أو «إمبريالية» (نوع الحرب 3) لتوسيع إمبراطورية. تصنف الحروب داخل الدول على أنها إما حرب أهلية من أجل السيطرة المركزية (نوع الحرب 4)، أو حرب أهلية حول القضايا المحلية (نوع الحرب 5)، أو حرب داخلية إقليمية (نوع الحرب 6)، أو حرب بين الطوائف (نوع الحرب 7). يتم تصنيف الحروب غير الحكومية حسب ما إذا كانت تحدث في منطقة غير تابعة للدولة (نوع الحرب 8) أو عبر حدود الدولة (نوع الحرب 9).
في كل حالة من هذه الحالات، «يجب أن تنطوي الحرب على قتال مستمر، تشارك فيه قوات مسلحة منظمة، مما يؤدي إلى مقتل ما لا يقل عن 1000 مقاتل مرتبط بالمعركة خلال فترة اثني عشر شهرًا».

## روابط خارجية
- الموقع الرسمي لارتباطات الحرب
- ارتباطات ببليوغرافيا الحرب
- معهد هايدلبرغ لأبحاث الصراع الدولي (HIIK) - نهج بديل